# Rieutord (Hérault)
Der Rieutord ist ein Fluss in Frankreich, der in der Region Okzitanien verläuft.

## Verlauf
Der Rieutord entspringt an der Südwestflanke der Montagne du Liron, im Gemeindegebiet von Saint-Martial und entwässert generell Richtung Südwest bis Süd. In seinem Mündungsabschnitt in der Gorges du Rieutord versickert der Fluss im karstigen Untergrund und ist nur bei starker Wasserführung an der Oberfläche zu sehen. Er mündet schließlich nach rund 26 km am Ortsrand von Ganges, an der Grenze zur Nachbargemeinde Laroque, als linker Nebenfluss in den Hérault. Auf seinem Weg durchquert der Rieutord die Départements Gard und Hérault.

## Orte am Fluss
(Reihenfolge in Fließrichtung)
- Sanissac, Gemeinde Sumène
- Sumène
- Ganges

## Sonstiges
Ein weiterer Fluss gleichen Namens (Rieutort) entspringt auf dem Gemeindegebiet von Saint-Martin-de-Londres, mündet aber schon nach etwa sechs Kilometern in den Lamalou, einen Nebenfluss des Hérault.